# Francisco Asenjo Barbieri
Francisco de Asis Asenjo Barbieri (ur. 3 sierpnia 1823 w Madrycie, zm. 19 lutego 1894 tamże) – hiszpański kompozytor, dyrygent i muzykolog.

## Życiorys
W 1837–1845 studiował w konserwatorium w Madrycie, gdzie uczył się u Baltasara Saldoniego (śpiew), Ramóna Broci (klarnet), Pedro Albéniza (fortepian) i Ramóna Carnicera (kompozycja). Przez pewien czas prowadził żywot wagabundy i imał się różnych zajęć: występował jako pianista w kawiarniach i grał na klarnecie w orkiestrze wojskowej, śpiewał we włoskim zespole operowym w Madrycie i uczył w szkole w Salamance. W 1849 roku został krytykiem muzycznym w czasopiśmie La Ilustración. W 1856 roku powrócił do Madrytu, gdzie założył czasopismo La España musical i teatr przeznaczony wyłącznie do wystawiania zarzuel, Teatro de la Zarzuela. W 1866 roku założył Sociedad de Conciertos, w którym pełnił funkcję dyrygenta orkiestrowego. Od 1868 roku wykładał harmonię i historię muzyki w konserwatorium w Madrycie.
W pracy naukowej zajmował się historią muzyki hiszpańskiej. Współzałożyciel Sociedad de Bibliófilos Españoles (1869). Swoje zbiory biblioteczne przekazał w darze Hiszpańskiej Bibliotece Narodowej.

## Twórczość
Jego styl kompozytorski ukształtował się pod wpływem opery włoskiej oraz muzyki iberyjskiej. Zapoczątkował typ tzw. wielkiej zarzueli (zarzuela grande). Opublikował zbiór kompozycji XV- i XVI-wiecznych z transkrypcją i komentarzem Cancionero musical de los siglos XV y XVI (Madryt 1890).
Tworzył głównie zarzuele, których napisał łącznie 78, wśród nich takie jak: Gloria y peluca (1850), Jugar con fuego (1851), Los diamantes de la corona (1854), Pan y toros (1864), El hombre es débil (1871) i El barberillo de Lavapiés (1874).